# 金沢工業大学建築学部
金沢工業大学建築学部（かなざわこうぎょうだいがくけんちくがくぶ）は、金沢工業大学に設置されている建築学部。

## 概要
金沢工業大学建築学部は、2018年 4月に誕生した学部であり、建築学科のみで構成される。
建築学部建築学科は、建築のデザイン・まちづくりから構造・環境まで、建築の幅広い範囲をカバーし、それに対応したカリキュラムを用意している。学生は1・2年次は建築の基礎を学び、3年次からは自分の適性に合わせて2つの専門コースに分かれていく。
「建築デザインコース」では、建築のデザイン・まちづくりを学び、「建築エンジニアリングコース」では、建築の構造・環境を学ぶ。
3年次の後期から、学生は各コースの研究室に所属し、1年半、専門分野に応じた研究活動に取り組む。そこで、学生はテーマ設定から調査・実験、建築のデザインや論文の執筆、発表までを行う。

## 沿革
1970年 
- 4月1日：金沢工業大学工学部に建築学科を設置

1971年
- 11月5日：建築、情報処理、電子工学科の実験棟完成

1974年
- 1月31日：文部省より工学専攻科に建築学専攻の設置許可

1980年 
- 4月1日：大学院工学研究科修士課程に建築学専攻を設置

2003年
- 4月1日：大学院工学研究科博士課程に建築学専攻設置

2004年
- 4月1日：環境・建築学部を新設し、バイオ化学科、環境化学科、環境土木工学科、建築学科、建築都市デザイン学科を設置

2012年
- 4月1日：環境・建築学部を建築デザイン学科と建築学科の2学科に改組

2018年
- 4月1日：工学部を改組。環境土木工学科が環境・建築学部から工学部に移籍する

- 4月1日：金沢工業大学に建築学部を新設。建築学科を設置

## 組織
建築学部
- 建築学科

## 学部長
- 下川雄一

## 交通アクセス
扇が丘キャンパス
所在地：石川県野々市市扇が丘７－１
- 北陸鉄道石川線「野々市工大前駅」から徒歩10分。または金沢駅から北鉄バス「金沢工業大学」下車。